# Gouvernement Krag II
 (septembre 2023).
Si vous disposez d'ouvrages ou d'articles de référence ou si vous connaissez des sites web de qualité traitant du thème abordé ici, merci de compléter l'article en donnant les références utiles à sa vérifiabilité et en les liant à la section « Notes et références ».
Royaume de Danemark
Krag I Baunsgaard
Le cabinet Jens Otto Krag II est le gouvernement du royaume de Danemark en fonction du 26 septembre 1964 au 2 février 1968.
Il est dirigé par le ministre d'État social-démocrate Jens Otto Krag et est formé à la suite des élections législatives de 1964, lors desquelles les Sociaux-démocrates rassemblent 42 % des suffrages.
Il succède au cabinet Jens Otto Krag I et est suivi du cabinet Hilmar Baunsgaard.

## Composition
- Les nouveaux ministres sont indiqués en gras, ceux ayant changé d'attributions en italique.

| Fonction | Titulaire                                  | Titulaire                                              | Parti |
| --- | ------------------------------------------ | ------------------------------------------------------ | ----- |
| Premier ministre |                                            | Jens Otto Krag                                         | SD    |
| Ministre des Affaires étrangères |                                            | Per Hækkerup (jusqu'au 28 novembre 1966)               | SD    |
| Ministre des Affaires étrangères | Jens Otto Krag (jusqu'au 1er octobre 1967) |                                                        | SD    |
| Ministre des Affaires étrangères | Hans Tabor                                 |                                                        | SD    |
| Ministre des Finances |                                            | Poul Hansen (jusqu'au 24 août 1965)                    | SD    |
| Ministre des Finances | Henry Grünbaum                             |                                                        | SD    |
| Ministre de l'Économie |                                            | Poul Hansen (jusqu'au 8 octobre 1964)                  | SD    |
| Ministre de l'Économie | Henry Grünbaum (jusqu'au 24 août 1965)     |                                                        | SD    |
| Ministre de l'Économie | Ivar Nørgaard                              |                                                        | SD    |
| Ministre de l'Intérieur |                                            | Hans Erling Hækkerup                                   | SD    |
| Ministre des Travaux publics |                                            | Kai Lindberg (jusqu'au 28 novembre 1966)               | SD    |
| Ministre des Travaux publics | Svend Horn                                 |                                                        | SD    |
| Ministre du Commerce , des Affaires européennes et des Affaires nordiques (à partir du 21 septembre 1966) Ministre du Commerce et des Affaires nordiques (à partir du 1er octobre 1967) |                                            | Lars P. Jensen (jusqu'au 21 septembre 1966)            | SD    |
| Ministre du Commerce , des Affaires européennes et des Affaires nordiques (à partir du 21 septembre 1966) Ministre du Commerce et des Affaires nordiques (à partir du 1er octobre 1967) | Tyge Dahlgaard (jusqu'au 1er octobre 1967) |                                                        | SD    |
| Ministre du Commerce , des Affaires européennes et des Affaires nordiques (à partir du 21 septembre 1966) Ministre du Commerce et des Affaires nordiques (à partir du 1er octobre 1967) | Ove Hansen                                 |                                                        | SD    |
| Ministre de la Pêche |                                            | Hans Larsen-Bjerre (jusqu'au 8 octobre 1964)           | SD    |
| Ministre de la Pêche | Jens Risgaard Knudsen                      |                                                        | SD    |
| Ministre des Affaires sociales |                                            | Kaj Bundvad                                            | SD    |
| Ministre du Groenland |                                            | Carl P. Jensen                                         | SD    |
| Ministre du Travail |                                            | Erling Dinesen                                         | SD    |
| Ministre du Logement |                                            | Kaj Andresen                                           | SD    |
| Ministre de la Justice |                                            | K. Axel Nielsen                                        | SD    |
| Ministre de la Défense |                                            | Victor Gram                                            | SD    |
| Ministre de l'Agriculture |                                            | Christian Thomsen                                      | SD    |
| Ministre de l'Éducation |                                            | K. B. Andersen                                         | SD    |
| Ministre de la Culture |                                            | Hans Sølvhøj (jusqu'au 28 novembre 1966)               | SD    |
| Ministre de la Culture | Bodil Koch                                 |                                                        | SD    |
| Ministre Affaires ecclésiastiques |                                            | Bodil Koch (jusqu'au 28 novembre 1966)                 | SD    |
| Ministre Affaires ecclésiastiques | Orla Møller                                |                                                        | SD    |
| Ministre de la Famille |                                            | Camma Larsen-Ledet (à partir du 28 novembre 1966)      | SD    |
| Ministre sans portefeuille chargé des questions de politiques étrangères, en particulier des relations avec l'ONU et l'OTAN                                                             |                                            | Hans Sølvhøj (du 28 novembre 1966 au 1er octobre 1967) | SD    |